# دانييلا كناب
دانييلا كناب (بالألمانية: Daniela Knapp)‏ هي مصورة سينمائية نمساوية، ولدت في 1972 في شفاتس في النمسا.

## وصلات خارجية
- دانييلا كناب على موقع IMDb (الإنجليزية)
- دانييلا كناب على موقع قاعدة بيانات الأفلام العربية
- دانييلا كناب على موقع ألو سيني (الفرنسية)
- دانييلا كناب على موقع أول موفي (الإنجليزية)
- دانييلا كناب على موقع قاعدة بيانات الأفلام السويدية (السويدية)
- دانييلا كناب على موقع قاعدة بيانات الفيلم (الإنجليزية)
- دانييلا كناب على موقع كينوبويسك (الروسية)